# Šarūnas Vaitkus
Šarūnas Vaitkus (ur. 17 listopada 1975 w Połądze) – litewski samorządowiec i polityk, od 2011 mer Połągi.

## Życiorys
Kształcił się w szkole średniej im. Vladasa Jurgutisa w Połądze, następnie zaś na studiach z dziedziny rekreacji i zarządzania turystyką na Uniwersytecie Kłajpedzkim, na którym uzyskał tytuł bakałarza i magistra.
W 2002 roku przystąpił do Związku Ojczyzny. Cztery lata później został szefem jego oddziału w Połądze. Od 2003 roku był radnym Połągi, następnie zaś doradcą mera oraz dyrektorem administracji tego samorządu. Po wyborach w 2008 roku został asystentem posła konserwatystów na Sejm Litwy Vaidotasa Bacevičiusa. W 2011 roku został merem Połągi, wybrany przez radę miasta. Reelekcję na to stanowisko uzyskiwał w pierwszej turze wyborów bezpośrednich w latach 2015, 2019 i 2023. Za jego kadencji udało się zbudować w Połądze dworzec autobusowy, basen, arenę sportową, salę koncertową, odnowić drogę kurhausową, a także wyremontować murowany i drewniany kurhaus.
Działa w Litewskim Związku Kurortów (Lietuvos kurortų asociacija, LKA), obecnie jest jego prezesem. Czasowo pełni także funkcję prezesa organizacji „Klaipėdos regionas“, a także wiceprzewodniczącego Kłajpedzkiej Rady Regionalnej.

## Życie prywatne
Żonaty z Vilmą, ma dwie córki i syna.